# پانکر
پانکر (به آلمانی: Panker) یک شهر در آلمان است که در Plön (District) واقع شده‌است. پانکر ۱٬۵۷۹ نفر جمعیت دارد.